# Fluorarrojadita-(BaNa)
La fluorarrojadita-(BaNa) és un mineral de la classe dels fosfats, que pertany al grup de l'arrojadita. Anomenada segons l'esquema de la nomenclatura IMA per a minerals del grup de l'arrojadita. A la fluorarrojadita-(BaNa), el Fe2+ és un catió dominant al lloc M (de manera que el nom arrel és arrojadita) i s'afegeixen dos sufixos al nom arrel segons el catió dominant de l'estat de valència dominant als llocs A1 (Ba2+) i B1 (Na+). Al nom d'arrel s'afegeix un prefix fluor, ja que F- és dominant per sobre (OH), al lloc W.

## Característiques
La fluorarrojadita-(BaNa) és un fosfat de fórmula química BaNa₄CaFe13Al(PO₄)11(PO₃OH)F₂. Va ser aprovada com a espècie vàlida per l'Associació Mineralògica Internacional l'any 2016, i la primera publicació data del 2018. Cristal·litza en el sistema monoclínic. La seva duresa a l'escala de Mohs es troba entre 4,5 i 5.
Els exemplars que van servir per a determinar l'espècie, el que es coneix com a material tipus, es troben conservats a les col·leccions del departament de mineralogia i petrologia del Museu Nacional de Praga (República Txeca), amb el número de catàleg: p1p 13/2016), i a les col·leccions del departament de mineralogia i petrologia de la Facultat de Ciències Naturals de Bratislava (Eslovàquia), amb el número de catàleg: 7401.

## Formació i jaciments
Va ser descoberta a la mina Elisabeth, que es troba a Gemerská Poloma, dins el comtat de Rožňava (Regió de Košice, Eslovàquia). També ha estat descrita a la pegmatita núm. 31 del camp de pegmatites de Nanping, a Fujian (Xina). Aquests dos indrets són els únics de tot el planeta on ha estat descrita aquesta espècie mineral.